# Campeonato Mundial de Halterofilismo de 1922
O 21º Campeonato Mundial de Halterofilismo foi realizado em Tallinn, na Estónia entre 29 e 30 de abril de 1922. Participaram 33 halterofilistas de 4 nacionalidades filiadas à Federação Internacional de Halterofilismo. 

## Medalhistas
| Evento                | Ouro                     | Prata                      | Bronze                      |
| --------------------- | ------------------------ | -------------------------- | --------------------------- |
| Pena (60 kg)          | Heinrich Graf · Suíça    | Karl Kõiv · Estónia        | Gustav Ernesaks · Estónia   |
| Leve (67,5 kg)        | Alfred Neuland · Estónia | Eduard Vanaaseme · Estónia | Voldemar Noormägi · Estónia |
| Médio (75 kg)         | Saul Hallap · Estónia    | Alberts Ozoliņš · Letônia  | Alfred Puusaag · Estónia    |
| Meio-pesado (82,5 kg) | Roger François · França  | Johannes Toom · Estónia    | Rudolf Tihane · Estónia     |
| Pesado (+ 82,5 kg)    | Harald Tammer · Estónia  | Kārlis Leilands · Letônia  | Kaljo Raag · Estónia        |

## Quadro de medalhas
| Ordem | País    | Medalha de ouro | Medalha de prata | Medalha de bronze | Total |
| ----- | ------- | --------------- | ---------------- | ----------------- | ----- |
| 1     | Estónia | 3               | 3                | 5                 | 11    |
| 2     | França  | 1               | 0                | 0                 | 1     |
| 2     | Suíça   | 1               | 0                | 0                 | 1     |
| 4     | Letônia | 0               | 2                | 0                 | 2     |
| Total | Total   | 5               | 5                | 5                 | 15    |